# Riduzione (matematica)
Nell'ambito dell'algebra universale e della teoria dei modelli, una riduzione o forma ridotta di una struttura algebrica si ottiene omettendo alcune delle operazioni e delle relazioni della struttura data. L'opposto di "riduzione" è "espansione".

## Definizione
Sia A una struttura algebrica (nel senso di algebra universale) o una struttura secondo l'accezione della teoria dei modelli, organizzata come un insieme X unitamente a una famiglia indicizzata di operazioni e relazioni φi su quell'insieme, con insieme I di indici (di X) . Allora, la riduzione di A è definita da un sottoinsieme J di I che è la struttura costituita dall'insieme X e dalla famiglia J di operazioni e relazioni indicizzate la cui j -esima operazione o relazione per j∈ J è anche la j -esima operazione o relazione di A. In altre parole, tale riduzione è la struttura A con l'omissione di quelle operazioni e relazioni φi per gli i non appartenenti a J .
Una struttura A è un'espansione di B proprio quando B è una riduzione di A : riduzione ed espansione sono l'una l'inverso dell'altra.

## Esempi
Il monoide (Z, +, 0)  degli interi sotto l'operazione di addizione è una riduzione del gruppo (Z, +, −, 0) degli interi sotto addizione e dell'opposto (che i include i numeri interi negativi), oteneuto omettendo la negazione. Di contro, il monoide (N, +, 0) dei numeri naturali nn è la riduzione di alcun gruppo.
Il monoide (Z, +, −, 0) è l'espansione del monoide (Z, +, 0) mediante l'operazione di negazione.